# Tijana Boškovićová
Tijana Boškovićová (cyrilicí Тијана Бошковић, * 8. března 1997 Trebinje) je srbská volejbalistka, vysoká 193 cm a hrající na postu univerzálky. Je odchovankyní klubu Hercegovac Bileća, v roce 2011 přestoupila do bělehradského OK Vizura a od roku 2015 hraje v Turecku za Eczacıbaşı Istanbul, s nímž vyhrála Pohár CEV 2018.
Je majitelkou zlaté medaile z mistrovství Evropy juniorek ve volejbale 2014, kde byla vyhlášena nejlepší hráčkou. Za seniorskou srbskou reprezentaci nastoupila na Světovém poháru 2015 (druhé místo), mistrovství Evropy ve volejbale žen 2015 (třetí místo), Letních olympijských hrách 2016 (druhé místo) a mistrovství Evropy ve volejbale žen 2017 (první místo, ve finále zaznamenala 29 bodů). Na ME 2017 byla vyhlášena nejužitečnější hráčkou turnaje a Evropská volejbalová konfederace ji zvolila nejlepší evropskou volejbalistkou roku 2017. Získala také cenu Srbského olympijského výboru pro nejlepší mladou sportovkyni.
Profesionální volejbalistkou je i její starší sestra Dajana Boškovićová.